# Abraham Jakab
Abraham Jakab (n. 2 august 1952, Lăzărești, județul Harghita) este un artist plastic (grafician) român.

## Biografie
Născut la 2 august 1952 în Lăzărești (jud. Harghita). Tatăl Péter Ábrahám , dulgher; mama Zsuzsanna Kádár  casnică.
Soția Olga Ábrahám logoped. Fiica Ábrahám Imola artist plastic, grafician.
Absolvent al Institutului de Arte Plastice „Ion Andreescu” din Cluj-Napoca, promoția 1976.
Membru al Uniunii Artiștilor Plastici din România, filiala Brașov, 1990
Membru al Uniunii de Arte Plastice și Decorative din Ungaria, 1986
Membru al Breslei Barabás Miklós din Cluj Napoca
Între 1996-2010 profesorul Liceului de Artă Hans Mattis Teutsch
În prezent: Profesor la Școala Populară de Arte și Meserii „Tiberiu Brediceanu” Brașov.

## Activitatea profesională
1977-2012 - Lucrările sale figurează constant pe simezele expozițiilor județene de artă plastică organizate la Brașov

## Premii
- 1979 - „Medalia de aur” pentru design produse „Cadran”, Bratislava (Cehoslovacia)
- 1982 - „Medalia de aur” pentru design produse „Ossidenta”, Bratislava (Cehoslovacia)
- 1984 - „Medalia de aur” pentru design produse „Lys”, Bratislava (Cehoslovacia)
- 1985 - „Medalia de aur” pentru design produse „Riposta”, Bratislava (Cehoslovacia)
- 1989 - Premiul II, Concursul Internațional de „Ex-libris”, Torino (Italia)
- 2001 - „Diplomă de onoare”, Bienala Internațională de Grafică Mică, Cluj-Napoca
- 2006 - Medalia „Boromissza”, acordată de Fundația Taberei Internaționale de la Hortobágy (Ungaria)
- 2010 - „Mențiune II”, „Expoziția Anuală de Artă Contemporană Brașoveană 2010”, Muzeul de Artă Brașov

## Expoziții personale
- 1976 - Cluj-Napoca, Miercurea Ciuc;
- 1979 - Brașov;
- 1980 - București, Târgu-Secuiesc;
- 1982 - Brașov, Târgu-Secuiesc;
- 1983 - Miercurea-Ciuc;
- 1984 - Sfântu-Gheorghe;
- 1985 - Sibiu;
- 1988 - Târgu-Secuiesc, Brașov, Oradea;
- 1989 - Cluj-Napoca;
- 1991 - Brașov;
- 1992 - Törökszentmiklós, Pécs (Ungaria);
- 1993 - Budapesta (Ungaria);
- 1995 - Cluj Napoca;
- 1997 - Tours (Franța);
- 2002 - Brașov;
- 2011 - Brașov;
- 2012 - Târgu-Mureș, Lăzărești (jud. Harghita).

## Expoziții internaționale
- 1976 - Offenbach am Main (Germania);
- 1989 - Torino (Italia), Naissance, Tours (Franța);
- 1991 - Budapesta (Ungaria);
- 1992 - Sint Niklaas (Belgia);
- 1992, 1994, 1998, 2000, 2002 Budapesta (Ungaria);
- 1993 - Bruxelles, Mol (Belgia);
- 1994,1998 - Tokio (Japonia);
- 1995 - Stockholm (Suedia);
- 1996 - Győr (Ungaria);
- 1998 – Holstebro (Danemarca);
- 1997 – Budapesta (Ungaria), Praga (Cehia);
- 1997, 1999 2001, 2005 - Cluj-Napoca;
- 1998 – Kuala Lumpur (Malaezia); Aarshot (Belgia), Miskolc, Hortobágy, Polgár (Ungaria); Dunajská Streda

(Slovacia), Dortmund (Germania); 
- 1999, Slovenia, Rijeka, Italia, Roma, Ungaria Debrecen, Szekesfehervar, Miskolc;
- 2001 - Budapesta, Miskolc (Ungaria);
- 2003 - Tápiószentmárton (Ungaria);
- 2004 - Miskolc (Ungaria), Dunajská Streda (Slovacia);
- 2005, 2006 - București; 2008 - Nicosia (Cipru)

## Călătorii de studii
- Moscova, Leningrad, Vilnius, Kaunas - 1986
- Roma, Bologna, Firenze - 1990
- Budapesta, Pécs, Veszprém, Debrecen, Szentendre, Eger, Miskolc, Hatvan - 1993
- Paris, Hirson, Saint-Michel - 1998
- Parizs, Laon, Reims, Bruxelles - 1999

## Grafică de carte

### Copertă și ilustrații
- Lászlóffy Csaba, Verses Ótestamentum, Jób, Editura Gloria, 2003
- Jules Verne, Észak Dél ellen – Nord contra Sud, Editura Kriterion, 1991
- Amikor elmennek a bálnák – Când pleacă balenele, Editura Kriterion, 1991

### Copertă
- Bencze Mihály, Pogány Madonna, Editura Fulgur, 1998
- Horváth Ágoston, Az élet vasmarkában, Editura Fulgur, 1996
- Bencze Mihály, Lélekvándorlás, Editura Fulgur, 1996
- Walter Peter Plajer, Lebenszeit und Lebensnot,  Editura Honterus Druckerei, 1996
- A Cenk árnyékában – Umbra Tâmpei, Editura Fulgur, 1995
- Lendvay Éva, Árnyék a falon – Umbra pe zid, Editura Fulgur, 1994
- Tomos Hajnal, A füvesasszony, Editura Fulgur, 1993
- Gergely Zoltán, Havasszépe - Rododendron, Editura Fulgur, 1993
- Gergely Tamás, Módosítás – Modificare, Editura Kriterion, 1981

## Legături externe
- Ábrahám Jakab pagină personală Arhivat în 4 iunie 2012, la Wayback Machine.
- Portofoliu Arhivat în 6 martie 2016, la Wayback Machine.
- Catalog Ábrahám Jakab
- Erdélyi Magyar Kikicsoda 2010 Arhivat în 3 ianuarie 2010, la Wayback Machine.
- Korunk Galéria